# Cratere Never
Never  è un cratere sulla superficie di Marte.